# Simplified Technical English
ASD-STE100 Simplified Technical English （STE）は、技術文書を簡潔に、また明確に作成するための制限言語である。この制限言語は、1980年にAECMA (the European Association of Aerospace Industries: 欧州航空産業会) Simplified Englishとして開発された。AECMAは、英語を母国語としない人でも簡単に理解できる航空機整備文書の英語の標準を求めていた。以来、その明確さ、一貫性、完璧さから、航空宇宙、防衛、保守分野以外の多くの分野でも採用されてきた。2025年の１月に発行された最新版は、53のライティングルールと約900語の使用を認められた単語で構成されている。

## 歴史
制限言語の書式を使用した最初の試みは、古くは1930 年代のBasic English(ベーシック英語)[1]であり、その後1970年代にCaterpillar Fundamental English[2][3]やEastman Kodak (KISL)[4]と続いた。
1979年、航空宇宙関連のドキュメントは、アメリカ英語（ボーイング、ダグラス、ロッキードなど）、イギリス英語（ホーカーシドレー、ブリティッシュエアクラフトコーポレーションなど）、および母国語が英語以外の会社（フォッカー、エアリタリア、エアロスパティアーレ、後のエアバスを設立した数社）など各社ばらばらに書かれていた。
ヨーロッパの航空会社は、自社の保守マニュアルなどの資料の一部を現地の整備士のために、それぞれの言語に翻訳しなければならなかった。そこで、1983年に、AECMAは、他の産業分野で使われるさまざまな制限言語を調査して、独自の制限言語を開発することにした。AIA（Aerospace Industries Association of America: アメリカ航空宇宙工業会）もこの開発に参加するよう要請された。このヨーロッパとアメリカの共同作業の結果、1985年に、通称AECMA Simplified English Guideとして知られているAECMAドキュメントの「PSC-85-16598」が発行された。その後、多くの変更、改訂、改版が行われてきて、そして、現在の最新版に至っている(Issue 9)。
AECMAが他の2つの団体と合併して2004年にASD(Aerospace, Security, and Defence Industries Association of Europe: 欧州航空宇宙防衛産業協会)を形成して以降、そのドキュメントの名前はASD Simplified Technical English：ASD-STE100に変更された。その後、STEは、ガイドから仕様書に進化し、Issue 9から国際規格となった。この変更(サブタイトルは「Standard for Technical Documentation: 技術文書の標準」)は、単なる再分類ではなく、STEの世界的な適用性を強化する重要なステップである。
ASD-STE100は、1983年に設立されたASDのワーキンググループであるSimplified Technical English Maintenance Group (STEMG)によって維持管理され、改訂が続けられている。 ASD-STE100の著作権はASDが所有している。[5][6]
テクノロジーや技術用語は常に進化し続けているので、STEMGでは、ユーザーからの変更や更新のフィードバックも活用している。[7] 2013 年のIssue 6以降、ASD-STE100は無償配付となった。何年にもわたって、 Issue 6とIssue 7、Issue 8で 18,981セットの公式コピーが配付された。2025年の1月にIssue 9が発行されて、1,000セットの公式コピーが配布された (配布ログは2025年 3月に更新された)。通常、この規格は 3 年ごとに改版される。
ASD-STE100 の無償公式コピーは、ASD-STE100 Web サイトおよびASDからリクエストできる。

## 特長
Simplified Technical Englishの特長は以下のとおりである。
- ライティング、特に操作手順のライティングの明快さが向上する[8]
- 非英語ネイティブの英語に対する理解を促進する
- 人間による翻訳をより簡単に、より速く、より費用対効果の高いものになる
- 翻訳メモリー(TM)や機械翻訳(MT)がより効果的に行える
- 欠陥や人的要因によるリスクを減らすことで、保守や組み立てに関する信頼性を改善できる

## 規格の構成
ASD-STE100 Simplified Technical English規格は次の2つの要素で構成される。
1. ライティングルール（Writing Rules）
2. 辞書（Dictonary）

### ライティングルール
ライティングルールは、文法と表記スタイルをカバーしている。また、ライティングルールでは、操作手順（procedure）と状態描写（description）という異なる２つのタイプの文を区別している。ライティングルールには以下の項目が含まれる。
- 使用を認められた単語は、辞書に記載されている品詞および意味としてのみ使用する
- 操作説明は、明確に具体的に書く
- 複合名詞の長さは3語以下にする
- 動詞は以下の活用形だけを使用する
  - 不定詞
  - 命令形
  - 単純現在形
  - 単純過去形
  - 未来形
  - 過去分詞（形容詞として使用）
- 助動詞を使用して動詞の複合形をつくらない
- 動詞の-ing形は、"technical noun" (技術名詞)、または複合名詞の"technical noun" (技術名詞)を構成する修飾語としてだけ使用する
- 能動態を使用する。状態描写では行為者が不明なときだけ受動態を使用する
- 文を短く書く。文の長さを、操作説明では20語以下、状態描写では25語以下とする
- テキストを短くするために、文を構成する品詞（主語や動詞や冠詞など）を省略しない
- 文が複雑になるときは、箇条書きを活用する
- 1つの文では1つの操作だけとする
- 1つのパラグラフには1トピックだけとする
- 各パラグラフは、6文以下にする
- 安全に関する注意文は、明快な指示や条件で書き始める

### 辞書
例として、以下にASD-STE100辞書のページからの抜粋を示す。
| Word (Part of speech) キーワード | Approved meaning/ALTERNATIVES 承認された語意/代替候補 | APPROVED EXAMPLE 正しい例                                                        | Not approved 間違った例                                            |
| -------------------------------- | ----------------------------------------------------- | -------------------------------------------------------------------------------- | ------------------------------------------------------------------ |
| Acceptance (n)                   | ACCEPT (v)                                            | BEFORE YOU ACCEPT THE UNIT, YOU MUST DO THE SPECIFIED TEST PROCEDURE.            | Before acceptance of unit, carry out the specified test procedure. |
| ACCESS (n)                       | The ability to go into or near.                       | GET ACCESS TO THE ACCUMULATOR FOR THE NO. 1 HYDRAULIC SYSTEM.                    |                                                                    |
| Accessible (adj)                 | ACCESS (n)                                            | TURN THE COVER UNTIL YOU CAN GET ACCESS TO THE JACK THAT HAVE “+” AND “-“ MARKS. | Rotate the cover until the jack marked by + and - are accessible.  |
| ACCIDENT (n)                     | An occurrence that causes injury or damage.           | MAKE SURE THAT THE PINS ARE INSTALLED TO PREVENT ACCIDENTS.                      |                                                                    |

上記の表の説明：

### Word (Part of speech)
この列は、単語とその品詞の情報を示す。STEで承認されたすべての単語は、特定の品詞としてのみ使用できる。たとえば、"test"という単語は、名詞 (the test) としてのみ承認され、動詞 (to test) としては承認されていない。「1 つの単語、1 つの品詞、1 つの意味」の原則に対する例外はほとんどない。

### Approved meaning/ALTERNATIVES
この列は、STE で承認された単語の承認された意味 (または定義) を示す。表の例では、"ACCESS"と"ACCIDENT"が承認されている（大文字で表記されたもの）。この列の定義はSTEでは書かれていない。辞書に意味が記載されていない場合、その単語を(その意味では)使用することはできない。その場合は、ほかの代替候補(大文字で表記されたもの)を使用する。承認されていない単語(たとえば、Word列の"acceptance"や"accessible"のように小文字で書かれているもの)に対して、この列は、承認された代替候補を示してくれる。これらの代替候補は大文字で示される。これはあくまでも一つの提案に過ぎない。そして、その代替候補は、品詞が異なる場合もある。通常、最初に提案された代替候補は、承認されていない単語と同じ品詞である。

### APPROVED EXAMPLE
この列は、承認された単語の使用方法、または承認された代替候補の使用方法(通常は単語の置換) の例（すべて大文字で表記）が表示される。また、異なる構文で同じ意味を維持する方法も示す。承認された例に示されている文例は強制的なものではない。承認された言葉で同じ情報を書く方法を1つだけ示す。同じことを表現するために、他の承認された単語を使って異なった構文で表現することも自由である。

### Not approved
この列(すべて小文字で表記)は、標準的なライティングで承認されていない単語がどのように頻繁に使用されるかを示す。例は、承認された代替案や異なる構造を使用して同じ情報を提供する方法を理解するのにも役立つ。承認された単語の場合、他の意味または制限に関連するヒント（ヘルプバルブ）がない限り、この列は空白のままである。

辞書には、承認された単語と承認されていない単語の両方のエントリーが含まれる。 承認された単語は、指定された意味としてだけ使用できる。たとえば、"close" (v) という単語は、次の 2 つの意味のいずれかだけで使用できる。
1. To move together, or to move to a position that stops or prevents materials from going in or out
2. To operate a circuit breaker to make an electrical circuit

この動詞は、ドアを閉めたり回路を閉じたりすることを表すが、他の意味で使用することはできない (たとえば、会議を終えたり、ビジネスを廃止したりするなど)。 形容詞"close"は承認されていない。辞書の"close"項目のところには、承認された代替候補 "NEAR"が表示される。したがって、STE では、"do not go close to the landing gear"ではなく、"do not go near the landing gear"と書く。
辞書に記載されている一般的な STE 語彙に加えて、セクション 1「単語」では、ライターが技術情報を説明するために必要なtechnical nouns(技術名詞)とtechnical verbs(技術動詞)の使用に関する具体的なガイドラインを示している。たとえば、名詞、複合名詞、または動詞 (grease、discoloration、propeller、aural warning system、overhead panel、to ream、to drill など) は辞書には記載されていないが、パート 1、セクション 1 (具体的には、ライティング ルール 1.5 および 1.12) に従って承認された用語として使用できる。

## 航空宇宙・防衛規格
Simplified Technical Englishは、ベーシック英語などを含めた制限言語の総称として用いられることがある。航空宇宙および防衛規格は、航空宇宙整備文書の業界標準としてつくられたが、軍用の陸上車両、海上船舶、および兵器にも用いられる。当初は、一般的なライティングの標準として使用することを意図してはいなかったが、他の業界やさまざまな種類のドキュメントに採用され成功している。米国政府のPlain English[9]は、STEの航空宇宙規格ほどの厳密な語彙制限がなく、より一般的なライティングルールで表されている。
ASD-STE100 には、操作手順と状態描写のパラグラフをわかりやすく書くための文法とスタイルに関する制限 (53のルール) が含まれている。また、900弱の承認された単語の辞書も含まれている。辞書に掲載されている単語以外に、ライターには、自社や自社が属する産業界のドキュメントを書くために使用する技術名詞と技術動詞のガイドラインが用意されている (これらの用語は、ルール1.5 と1.12で定義されたカテゴリのリストに分類できる場合だけ使用できる)。 
1986 年以来、STEは ATA 仕様 i2200 (以前の ATA100) および ATA104 (トレーニング) の要求事項となっている。STE は、ASDのS1000D 仕様の要求事項でもある。欧州防衛基準参照 (EDSTAR：European Defence Standards Reference System) は、すべての欧州防衛機関 (EDA: European Defence Agency) 参加加盟国による防衛契約に適用される技術文書を作成するためのベストプラクティス基準の 1 つとして STEを推奨している。
現在、STEは、当初の目的であった航空産業のメインテナンス文書であることを超えて、航空宇宙および防衛分野以外[8]の他の業界にまで採用されるに至っている。自動車産業、再生可能エネルギー、物流セクターに普及し、現在、医療機器や製薬分野の分野までに拡大している。 STE への関心は、さらに学術界（情報工学、応用言語学、計算言語学）でも高まっている。

## ツール
市場には、STEの校正支援ツールとしてソフトウェア製品がいくつか存在している。STEMGやASDはこれらの製品を推奨や認定をしていない。[10]
Boeing は、Boeing Simplified English Checker (BSEC) を開発した。この校正支援ツールは、洗練された 350 ルールの英語パーサーを使用する。これは、Simplified Technical English 仕様に対する違反をチェックする特別な機能で強化されている。[11]
HyperSTE は、Etteplan が提供するプラグイン校正支援ツールであり、ドキュメントが仕様の規則と文法に準拠しているかどうかをチェックする。
Congreeは、言語アルゴリズムに基づいた校正支援ツールを提供している。テキスト構成に関連するSimplified Technical English issue 7のすべての規則をサポートし、統合された Simplified Technical English 辞書を提供する。[12]
TechScribeの ASD-STE100タームチェッカーは、ライターが ASD-STE100 に準拠していないテキストを見つけるのに役立つ。[13]

## 参照
[edit source]
1. ^ Ogden, Charles Kay (1932). Basic English: A General Introduction with Rules and Grammar. K. Paul, Trench, Trubner & Company, Limited.
2. ^ Caterpillar Tractor Company. (1972). Caterpillar Fundamental English. Peoria, Ill. : Caterpillar Tractor Co.
3. ^ Kaiser, Herbert. "A Close Look at STE". TC World. Archived from the original on 10 July 2019. Retrieved 20 May 2019.
4. ^ "Re: controlled languages/simplified English?". www.techwr-l.com. Retrieved 2024-07-17.
5. ^ "STEMG Official ASD-STE100 website". ASD-STE100 Simplified Technical English Maintenance Group.
6. ^ Simplified Technical English, ASD-STE100, is a Copyright and a Trade Mark of ASD, Brussels, Belgium. All rights reserved. European Community Trade Mark No. 017966390.
7. ^ "STE Downloads". asd-ste100.org. Retrieved 2023-11-03.
8. ^ Kuhn, Tobias (2014). "A Survey and Classification of Controlled Natural Languages". Computational Linguistics. 40 (1): 121–170: 121–170. arXiv:1507.01701. doi:10.1162/COLI_a_00168. S2CID 14586568.
9. ^ Plain Language: Improving Communications from the Federal Government to the Public
10. ^ "FAQ". asd-ste100.org. Retrieved 2023-11-17.
11. ^ Hoard, James E. (1992). An Automated Grammar and Style Checker for Writers of Simplified English. Computers and Writing. pp. 278–296.
12. ^ "Congree Simplified Technical English Checker". Subject Detail Page. Congree Language Technologies GmbH. Retrieved 25 March 2019.
13. ^ "Term checker for ASD-STE100 Simplified Technical English, issue 8". www.simplified-english.co.uk. Retrieved November 16, 2023.